# Can Sors (Borrassà)
Can Sors és una casa amb elements gòtics de Borrassà (Alt Empordà) inclosa a l'Inventari del Patrimoni Arquitectònic de Catalunya.

## Descripció
Tot i que can Sors fou renovat i la seva façana arrebossada, conserva una finestra gòtica. Finestra biforada, de la qual manquen els element s del mainell, però que conserva els dos arcs trilobulats, en una sola peça cadascun, i una creu de coronament finestral. A la línia d'impostes hi ha quatre roses, dues a l'entredós i dues a l'extradós. Els muntants són tres carreus llisos, sense treballar, dos de verticals i un d'horitzontal; ambdós són iguals. L'ampit, d'una sola pedra, és treballat; encara que de manera senzilla.
De la mateixa casa destaca la porta principal, emmarcada en carreus de pedra, formant un arc rebaixat.